# Frédéric Mistral
Frédéric Mistral (Maillane, 8 de setembro de 1830 — Maillane, 25 de março de 1914) foi um escritor francês em língua occitana ou provençal.
Seus pais se chamavam François Mistral e Adélaide Poulinet. Começou a  ir à escola bastante tarde, aos nove anos. Entre 1848 e 1851, estuda direito em  Aix-en-Provence e se converte em  cantor da independência da Provença e sobretudo do provençal, "primeira língua literária da Europa civilizada". 
De  volta a Maillane, Mistral se une ao poeta Roumanille, e ambos se convertem nos artífices do renascimento da língua occitana. Juntos fundam o movimento do félibrige, que permitiu promover a língua occitana com a ajuda de Alphonse de Lamartine: este movimento acolherá todos os poetas occitanos expulsos da Espanha por Isabel II.
Com sua obra, Mistral reabilita a língua provençal, levando-a às mais altos cumes da poesia épica: a qualidade desta obra se consagrará com a obtenção dos prêmios mais prestigiosos. 
Sua obra principal foi Mirèio (Mireia) à que dedicou oito anos de  esforços. Publicou-a em 1859. Em  oposição ao que seria a ortografia habitual Mistral teve que ceder à imposição de seu editor, Roumanille, e optar por uma grafia simplificada, que desde então se chama "mistraliana", em  oposição à grafia "clássica" herdada dos trovadores. Mireia conta o amor de Vincent e da bela provençal Mireia. Esta história é equiparável à de Romeu e Julieta.
Charles Gounod fez uma ópera com este tema em 1863. 
Além de Mireia, Mistral é autor de  "Calendal", "Nerte", Lis isclo d’or ("As Ilhas de  Ouro"), Lis oulivado ("As olivadas"), "O poema do Ródano", obras todas elas que servem para que se lhe  considere o maior dos escritores em  língua provençal.
Mistral recebeu o Nobel de Literatura de 1904, junto a José Echegaray y Eizaguirre. Com o custo do prêmio criou o Museu Arlaten em Arles.
Casado com Marie-Louise Rivière, não teve filhos e morreu em 25 de março de 1914 em Maillane.

## Principais obras
- Mirèio (1859)
- Calendau (1867)
- Coupo Santo (1867)
- Lis Isclo d'or (1875)
- Lou Tresor dóu felibrige ou Dictionnaire provençal-français, (1879)
- Nerto, romance (1884)
- La Rèino Jano, drama (1890)
- Lou Pouèmo dóu Rose (1897)
- Moun espelido, Memòri e Raconte ou Mes origines (1906)
- Discours e dicho (1906)
- La Genèsi, traducho en prouvençau (tradução de Livre de la Genèse, 1910)
- Lis óulivado (1912)
- Proso d’Armana (posthume) (1926, 1927, 1930)
- Contes de Provence, colectânea de obras publicadas no L’Almanach provençal e L’Aiòli, coligidas por Françoise Morvan na tradução francesa de Pierre Devoluy, edições Ouest-France, colecção « Les grandes collectes », 2009 ISBN 978-2737347511.